# Gerard Denhoff (wojewoda dorpacki)
Gerard (Gerhard) Denhoff, właśc. Dönhoff (zm. ok. 1598) – wojewoda dorpacki (1598–1600), namiestnik Leal i Hapsalu

## Rodzina
Syn Hermana (zm. po 1567), pułkownika wojsk polskich, starosty w Durben, i Anny Joede (Joden). Piąty o tym imieniu przedstawiciel rodu Dönhoffów, protoplasta rodziny Niemców bałtyckich, która osiągnęła znaczącą pozycję w Rzeczypospolitej Obojga Narodów. Brat  Ernesta, Krzysztofa, Ottona, Henryka i Teodora. Z małżeństwa z Małgorzatą von Zweiffeln miał synów Ernesta Magnusa, Gerarda, Kaspra, Hieronima (Hermana), poległego pod Cecorą, oraz córkę Annę, żonę Hermanna von Maydell, starosty piltyńskiego.